# Hrabstwo Mercer (Ohio)

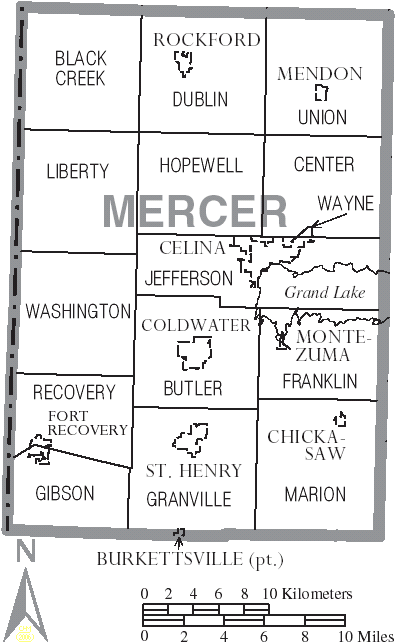

Hrabstwo Mercer – hrabstwo w Stanach Zjednoczonych, zachodniej części stanu Ohio. Jego stolicą jest Celina. Hrabstwo nazwano na cześć Hugh Mercera, oficera z czasów Rewolucji Amerykańskiej.

## Miasta
- Celina

## Wioski
- Chickasaw
- Coldwater
- Fort Recovery
- Mendon
- Montezuma
- Rockford
- St. Henry